# Диггельман, Алекс
Алекс Диггельман, полное имя Алекс Вальтер Диггельман (нем. Alex Walter Diggelmann; (20 августа 1902, Унтерзен, Берн — 21 ноября 1987, Цюрих) — швейцарский художник, трижды награждённый медалями за плакаты, номинированные в конкурсах искусств на Олимпийских играх.

## Биография
Диггельман родился в швейцарской коммуне Унтерзен в 1902 году. Друзья из Цюриха называли его только Алексом, но в Унтерзене для него привычным было и второе имя Вальтер. Его отец Эмиль Диггельман (нем. Emil Diggelmann) (1871—1942) работал старшим преподавателем, официальным служащим муниципалитета и президентом коммуны.
Первоначально Алекс Вальтер получил подготовку школьного учителя рисования и в этом качестве три года проработал в Унтерзене. Затем он продолжил своё художественное обучение в Париже и Лейпциге, а с 1927 года поселился в Цюрихе, где работал свободным художником-графиком и дизайнером, компонуя многочисленные рекламные туристские и спортивные плакаты, которые отличает образный и ясный стиль. Кроме того, Диггельман создавал живописные пейзажи маслом и акварелью, книжные иллюстрации, стенные росписи, мозаики, почтовые марки, медали.
Свои работы Диггельман подписывал кратко: «Digg». С 1939 года в дополнение к широкому спектру художественного творчества прибавилась его работа преподавателем рисования в двух учебных заведениях Цюриха. Диггельман был женат на Маргарите Фогель (нем. Marguerite Vogel).

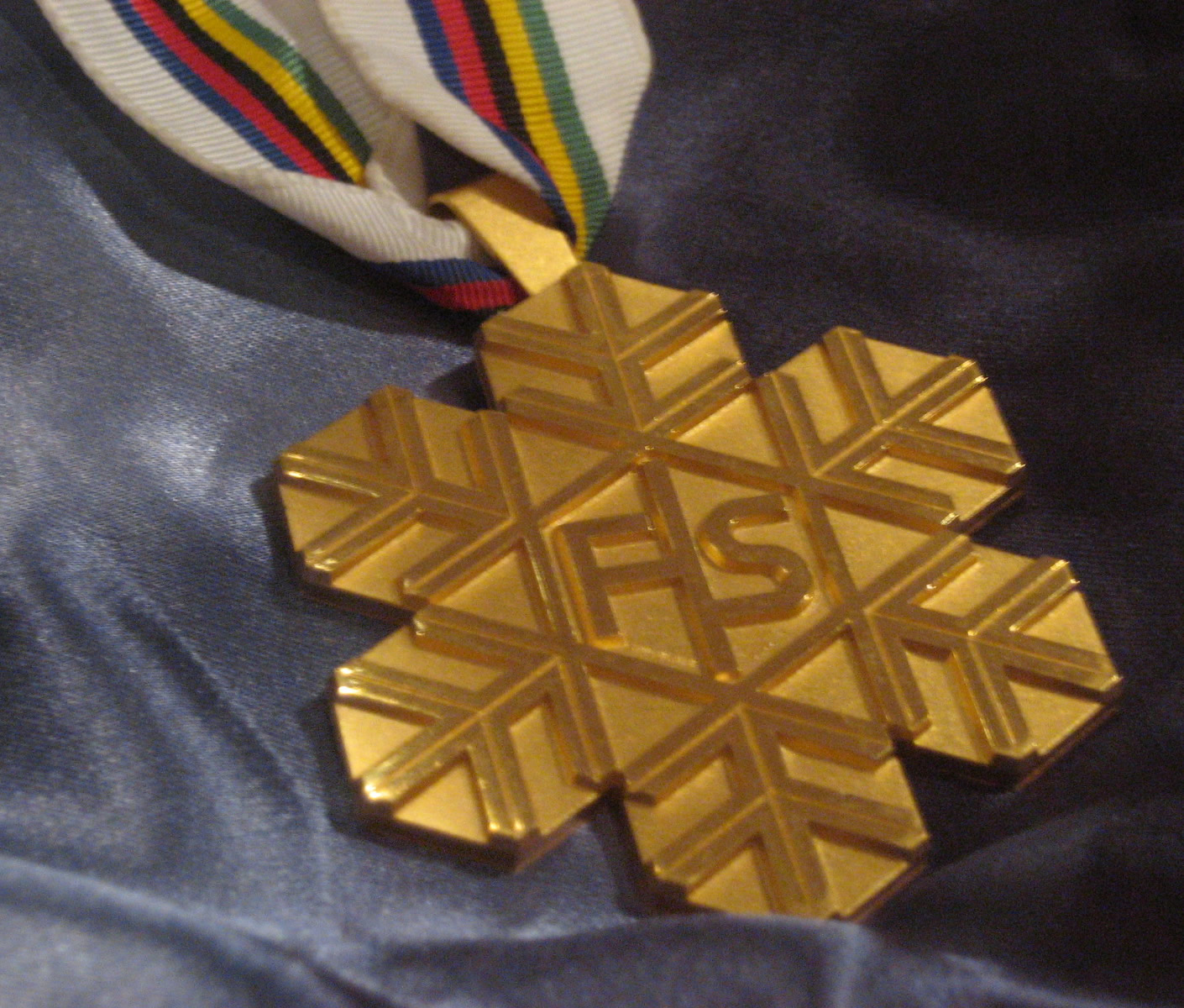
Разработанная Диггельманом золотая медаль для чемпионата мира по горнолыжному спорту (FIS)

На летних Олимпийских играх 1936 года в Берлине / Германия 33-летний художник впервые принял участие в конкурсе искусств. В номинации прикладная графика Алекс Диггельман за плакат «Ароза I» (англ. Plakat Arosa I) получил высшую награду — золотую медаль.
В 1930-е годы Диггельман создал рекламный плакат для горнолыжного курорта Дьяволецца в коммуне Понтрезина швейцарского региона Энгадин.
На летних Олимпийских играх 1948 года в Лондоне / Великобритания 45-летний Алекс Диггельман завоевал серебряную медаль за плакат, посвящённый чемпионату мира 1946 года по шоссейному велоспорту в Цюрихе (нем. Rad-WM Zürich). На этой Олимпиаде художник получил также бронзовую медаль за плакат, рекламирующий намеченный на 1949 год чемпионат мира по хоккею с шайбой в Цюрихе и Базеле (нем. Eishockey-WM Zürich-Basel).
К известным работам Диггельмана относится дизайн кубка УЕФА, а также золотой медали для победителей чемпионата мира по горнолыжному спорту, который проводится под эгидой Международной федерации лыжного спорта (ФИС) (фр. Fédération Internationale de Ski, FIS). Эта медаль вручается с 1952 года.